# 李日新 (1939年)
李日新（1939年1月19日—），英國人，為香港城巴創辦人，被巴士迷尊稱為“阿爺”。他於1982年起出任城巴董事總經理，城巴被周大福企業收購後兼任同集團的新巴董事總經理，於2006年2月底退休。

## 早年生涯
李日新早於1950年代已在英國參與巴士服務的工作。1969年，李氏從英國來港加入港府運輸署負責公共交通事務事宜，翌年加盟中華汽車有限公司（中巴）任職交通經理。在他的推動下，中巴仿傚英國引入一人控制模式、乘客排隊上車文化。

## 創辦城巴
1977年，李氏他與友人籌得8萬元並創辦城巴，開始為聯合船塢提供接送員工服務。他在這段時期引入了開篷巴士、三軸空調巴士及開辦過境巴士服務等，開創香港巴士業界先河。
城巴在1981年開辦屋邨巴士線602線（後改為62R線，已於2013年9月30日永久停駛），來往沙田第一城與九龍塘站。不久又跟海洋公園合作，營辦來往金鐘至海洋公園收費穿梭巴士服務（629線）。1980年代中期，來往中港兩地的人流大增，城巴推出來往中國內地與香港的直通巴士服務，這服務直至2001年因不敵後起業者而停辦。1985年，城巴更從英國購入新型的利蘭奧林比安空調巴士，作為行走中港直通巴士之用。這為日後香港空調巴士的普及化打好基礎。城巴亦提供合約及私人巴士租賃服務，其中包括為電視廣播有限公司提供的員工接載服務。
李日新由於熱愛巴士，因此在任城巴董事總經理時間中會駕駛巴士服務市民；他現時亦是香港巴士迷會名譽主席。

## 城巴、新巴合併
然而由於英國捷達集團因SARS疫情及香港政府以鐵路為主的政策而無意繼續在香港市場投資，宣佈把城巴轉售予新創建集團，令新創建同時擁有新巴與城巴，港島區巴士激烈競爭同時宣告結束。兩巴及後推出路線重組、八達通轉乘優惠等，並進行後勤人手編制、管理及資源合併等，以節省資源。
李日新先後於1982年及2004年出任城巴、新巴董事總經理，直至2006年2月底退休，他在退休前擔心地鐵南港島線建成，將令200輛巴士面對被淘汰的命運，近700工作崗位受影響。李日新退休後希望能做古董巴士服務及開設交通博物館。

## 觀點
2019年反修例示威期間，李日新曾在Facebook上發文表示為示威者感到驕傲。
2022年7月12日，匯達交通服務宣佈新巴將會於次年合併進城巴，李日新在個人Facebook表示對兩間巴士公司能在合併後在城巴的旗幟下營運表示歡迎。
2022年7月31日，李日新在Facebook上表示電動巴士在香港的試驗是「完全失敗」，並以九巴的比亞迪K12A電動巴士為例，指出香港的電動巴士「使用率低於五成，未能達至財務可行水平」，亦質疑電動巴士在香港的酷熱天氣下，如何為乘客提供充足的空調同時保持續航力。